# Прапор Краматорська

Прапор міста Краматорська

Прапор Краматорська — символ міста, затверджений 24 вересня 2008 року. Прапор складається з трьох горизонтальних смуг: верхньої та нижньої жовтих і середньої синьої, а також містить зображення шестерні та індустріальних елементів.

## Про прапор

### Історія
12 листопада 2007 року міський голова Краматорська Геннадій Костюков оголосив конкурс на найкращий варіант нових символів міста — герба та прапора.
9 квітня 2008 року відбулося засідання конкурсної комісії. На конкурс надійшло 4 варіанти нового герба. Переможцем конкурсу став проєкт Володимира Коцаренка та Андрія Гречила, у якому було використано елементи зі старого герба міста 1968 року.
Краматорська міська рада затвердила прапор 24 вересня 2008 року.

#### Автори
- Гречило Андрій Богданович (місто Львів, голова Українського геральдичного товариства);
- Коцаренко Володимир Федорович (місто Краматорськ, краєзнавець).

### Вигляд та символи
Прапор Краматорську – це квадратне полотнище, яке складається з трьох горизонтальних смуг: верхньої жовтої, середньої синьої та нижньої жовтої (співвідношення ширин смуг рівне 1:4:1), посередині синьої смуги жовта шестерня, всередині якої жовті силуети двох кауперів, заводської труби та домни.
- Шестерня, каупери, заводська труба та домна — символізують доленосні для розвитку міста галузі промисловості — машинобудування та металургію.
- Жовтий колір — багатство, сила, вірність, постійність.
- Синє поле — слава, честь.